# Iljas Hamzatovič Ahmadov
Iljas Hamzatovič Ahmadov (rusko Ильяс Хамзатович Ахмадов), čečenski politik, * 19. december 1960, Kazahstan.